# Elvis Rocks Rapid City
Elvis Rocks Rapid City – album koncertowy Elvisa Presleya, zawierający nagranie koncertu z 21 czerwca 1977 r. z Rapid City w Dakocie Południowej.

## Lista utworów
1. "2001 Theme"
2. "C.C. Rider"
3. "I Got a Woman – Amen"
4. "That’s All Right"
5. "Are You Lonesome Tonight?"
6. "Love Me"
7. "If You Love Me "
8. "You Gave Me a Mountain"
9. "Jailhouse Rock"
10. "’O sole mio – It’s Now or Never"
11. "Trying to Get to You"
12. "Hawaiian Wedding Song"
13. "Teddy Bear – Don’t Be Cruel"
14. "My Way"
15. "Band Intros And Solos"
16. "Intro Of Vernon and Ginger"
17. "Hurt"
18. "Hound Dog"
19. "Unchained Melody"
20. "Can’t Help Falling in Love"
21. "Closing Vamp"